# Geniostoma balansaeanum
Geniostoma balansaeanum är en tvåhjärtbladig växtart som beskrevs av Henri Ernest Baillon. Geniostoma balansaeanum ingår i släktet Geniostoma och familjen Loganiaceae. Inga underarter finns listade i Catalogue of Life.